# Tonndorf
Tonndorf är en kommun och ort i Landkreis Weimarer Land i förbundslandet Thüringen i Tyskland.
Kommunen ingår i förvaltningsgemenskapen Kranichfeld tillsammans med kommunerna Hohenfelden, Kranichfeld, Klettbach, Nauendorf och Rittersdorf.